# Marjolein Keuning
Marjolein Keuning (Vlaardingen, 1962) is een Nederlands zangeres, actrice en presentatrice. Ze is voornamelijk bekend als actrice in diverse televisieseries waaronder de rol van Maxime Sanders in Goede tijden, slechte tijden die ze gedurende negen jaar op zich nam. Ze is eveneens bekend van haar rol als Eefje Winkel in Vrouwenvleugel (1993) en als Joyce Couwenberg in Onderweg naar Morgen (1994-1996).

## Jeugd
Keuning werd geboren in Vlaardingen. Ze heeft een oudere zus. Keuning ging naar de Vlaardingse Schoolvereniging voor het lager onderwijs. Via het gymnasium, atheneum en havo slaagde ze uiteindelijk voor het atheneum. Na de middelbare school bezocht Keuning het conservatorium, waar ze jazz en popzang studeerde om vervolgens mee te spelen in musicals, zoals Cats en Chicago. Daarna ging ze acteerlessen volgen in Los Angeles bij het Lee Strasberg Institute.

## Carrière
Een van haar eerste tv-optredens was, toen zij in het achtergrondkoor zangeres Marga Bult ondersteunde bij het Eurovisiesongfestival 1987 tijdens Rechtop in de wind.
Op het gebied van televisie wist Keuning na een gastrol in Bureau Kruislaan een hoofdrol te bemachtigen in Vrouwenvleugel, de eerste dramaserie van het commerciële televisiestation RTL 4. Ze was een seizoen lang te zien als de seks- en tevens drugsverslaafde Eefje Winkel. Na Vrouwenvleugel wist Keuning zich de rol van Joyce Couwenberg in Onderweg naar Morgen toe te eigenen. Na drie seizoenen droeg Keuning in 1996 de rol over aan Annemieke Verdoorn, die de rol tot medio 2008 vervulde.
Na haar vertrek uit Onderweg naar Morgen vervulde Keuning gastrollen in de politieserie Baantjer en 12 steden, 13 ongelukken. In 1997 ging ze een samenwerking aan met de KRO. Vanwege haar zangervaring werd ze aangesteld als presentatrice van het muzikale programma Het gevoel van.... Later zou Keuning voor deze omroep ook haar acteerwerk weer oppakken, om een rol te spelen in Russen. In 2001 stopte ze met Het Gevoel Van...... omdat ze zich meer op acteren wilde richten. Ze droeg het stokje over aan Antje Monteiro.
Van oktober 2008 tot en met september 2017 speelde Keuning het personage Maxime Sanders in de dagelijkse soapserie Goede tijden, slechte tijden. Ze verliet de serie, omdat ze zich op nieuwe uitdagingen wilde richten. Haar personage kwam in de serie te overlijden bij een hevige brand.
Naast haar werkzaamheden voor GTST was Keuning in 2008 ook te zien met haar eigen solovoorstelling Turf. In het najaar van 2011 gaf zij gestalte aan Els, de vriendin van Heineken, in de speelfilm De Heineken Ontvoering, met hoofdrollen van o.a. Rutger Hauer. Vanaf 2017 speelde ze in You're the top (2018) met oa Paul Groot en in Fun Home van Opus One voor het Gay Pride Festival. (2019)
Keuning nam deel aan het 16e seizoen van Wie is de Mol?, waarin ze in de 5e aflevering afviel.
In 2020 begon haar samenwerking met Leon Mennen met het liedjesprogramma Songs in Silence.
In 2025 schreef ze de solo muziektheatervoorstelling Kop in de Wind, waarmee ze langs de Nederlandse theaters toert.

## Privé
Keuning is sinds 1993 getrouwd met opera- en musicalzanger Henk Poort. Samen hebben ze twee dochters.

## Filmografie
| Film               | Film                                           | Film                 | Film                                         |
| Jaar               | Productie                                      | Rol                  | Opmerkingen                                  |
| ------------------ | ---------------------------------------------- | -------------------- | -------------------------------------------- |
| 1995               | Flodder 3                                      | Cosmeticadame        |                                              |
| 1999               | De Cock en de wraak zonder einde               | Renee Goes           | 10 jaar bestaan RTL                          |
| 2011               | De Heineken Ontvoering                         | Els                  |                                              |
| 2014               | Assepoester: Een Modern Sprookje               | Barones van Veurst   | Televisiefilm voor RTL                       |
| 2015               | Achterbaks                                     | Ria                  | 48 Hour Film Project                         |
| 2017               | Voor elkaar gemaakt                            | Yogalerares          |                                              |
| 2024               | De mooiste dag                                 | Ellen de Groot       |                                              |
| Televisieserie     |                                                |                      |                                              |
| Jaar               | Productie                                      | Rol                  | Opmerkingen                                  |
| 1992               | Recht voor z'n Raab                            | Anita                | Afl. De schim                                |
| 1992               | Niemand de deur uit                            | Evelien Prins        | Afl. Familieweekend                          |
| 1992               | Bureau Kruislaan                               | Celia Sanders        | Afl. Vergeef ons onze schuld                 |
| 1993               | Energiestromen                                 | Onbekend             | Vaste rol                                    |
| 1993, 1994         | Vrouwenvleugel                                 | Eefje Winkel         | Vaste rol / Afl. Snoes (Eenmalige terugkeer) |
| 1994-1996          | Onderweg naar Morgen                           | Joyce Couwenberg     | Vaste rol                                    |
| 1995               | Baantjer                                       | Lizette Romijn       | Afl. De Cock en de reclamemoord              |
| 1997               | 12 steden, 13 ongelukken                       | Saskia               | Afl. Meeveren                                |
| 1999               | Baantjer                                       | Renee Goes           | Afl. De Cock en de wraak zonder einde        |
| 1999               | Baantjer                                       | Renee Goes           | Afl. De Cock en de dode kraai                |
| 2000-2004          | Russen                                         | Leonie van Velzen    | Vaste rol                                    |
| 2002               | Het mysterie van de rode neus                  | Leonie van Velzen    |                                              |
| 2008-2017          | Goede tijden, slechte tijden                   | Maxime Sanders       | Vaste rol                                    |
| 2015               | Flikken Maastricht                             | Hesther Freeken      | Afl. Stappen                                 |
| 2016               | Intocht van Sinterklaas                        | Politieagent         | bijrol                                       |
| 2017               | Wakker Worden                                  | Barbara              | Videoland short-form-serie                   |
| 2019               | Sinterklaasjournaal                            | Lidy Hulskamp        | bijrol                                       |
| Televisieprogramma |                                                |                      |                                              |
| Jaar               | Productie                                      | Opmerkingen          | Zender                                       |
| 1997-2001          | Het gevoel van...                              | Presentatie          | KRO                                          |
| 2003               | Hints                                          | haarzelf             | KRO, spelprogramma                           |
| 2006               | De Slimste Mens                                | haarzelf             | Talpa, spelprogramma                         |
| 2010               | MaDiWoDoVrijdagShow                            | gast                 | NPO 3, praatprogramma                        |
| 2015               | RTL Boulevard                                  | Presentatie          | RTL 4                                        |
| 2015               | Carlo's TV Café                                | Gast                 | RTL 4, Afl. 6                                |
| 2015               | Klaas kan alles                                | Gast                 | KRO                                          |
| 2015               | Zet de Aarde op 1                              | Gast                 | KRO                                          |
| 2015               | Niets is wat het lijkt: Wie is de Mol? Special | Gast                 | AVROTROS                                     |
| 2016               | Wie is de Mol?                                 | Deelnemer            | AVROTROS                                     |
| 2016               | In de stoel                                    | Presentatie          | RTL 4                                        |
| 2016               | Koffietijd                                     | Gast                 | RTL 4, Afl. 13 oktober 2016                  |
| 2016               | Het collectief geheugen                        | Gast                 | RTL 4                                        |
| 2017               | Myrna Plus                                     | Gast                 | RTL 4, Afl. 1 april 2017                     |
| 2018               | De Slimste Mens                                | haarzelf             | KRO-NCRV, spelprogramma                      |
| Radioprogramma     |                                                |                      |                                              |
| Jaar               | Productie                                      | Opmerkingen          | Zender                                       |
| 2002-2009          | Muziekcafé                                     | Co-host              | TROS                                         |
| Videoclips         |                                                |                      |                                              |
| Jaar               | Productie                                      | Productie            | Opmerkingen                                  |
| 1987               | Rechtop in de wind                             | Rechtop in de wind   | achtergrondkoor                              |
| Theater            |                                                |                      |                                              |
| Jaar               | Productie                                      | Productie            | Opmerkingen                                  |
| ?                  | Keep Cool                                      | Keep Cool            | (Duitse versie)                              |
| 1987               | Cats                                           | Cats                 | Ensemble (Duitse versie)                     |
| 1992               | Les Misérables                                 | Les Misérables       | Ensemble                                     |
| 1997               | Closer Than Ever                               | Closer Than Ever     | Musical                                      |
| 1998               | Nilsson                                        | Nilsson              | Musical                                      |
| 1999               | Chicago                                        | Chicago              | Musical                                      |
| 2003               | Nonsens                                        | Nonsens              | Musical                                      |
| 2005-2006          | More Musical Strings                           | More Musical Strings | Musical                                      |
| 2008               | Turf                                           | Turf                 | Eigen voorstelling                           |
| 2017               | De verwarring                                  | De verwarring        | Eigen voorstelling                           |
| 2018               | You're The Top                                 | You're The Top       | Musical                                      |
| 2019               | Fun Home                                       | Fun Home             | Musical                                      |
| Overige            |                                                |                      |                                              |
| Jaar               | Productie                                      | Nummer               | Opmerkingen                                  |
| 1987               | Eurovisiesongfestival                          | Rechtop in de wind   | achtergrondkoor, 5e plek                     |